# Grand Prix der Nordischen Kombination 2003
Der Grand Prix der Nordischen Kombination 2003 war eine vom Weltverband FIS ausgetragene Wettkampfserie in der Nordischen Kombination. Diese wurde in jener Saison zum sechsten Mal ausgetragen. Die Serie umfasste die vier Stationen Villach, Steinbach-Hallenberg, Klingenthal und Winterberg. Sie begann am 22. August und endete am 31. August 2003.

## Ergebnisse und Wertungen

### Grand-Prix-Übersicht
| Datum      | Austragungsort       | Disziplin             | Sieger          | Zweiter         | Dritter           |
| ---------- | -------------------- | --------------------- | --------------- | --------------- | ----------------- |
| 22.08.2003 | Villach              | K 90 / 15 km          | Todd Lodwick    | Jens Gaiser     | Christoph Eugen   |
| 24.08.2003 | Steinbach-Hallenberg | Sprint (K 120 / 9 km) | Jens Gaiser     | Kevin Arnould   | Petter Tande      |
| 29.08.2003 | Klingenthal          | K 80 / 15 km          | Ronny Ackermann | Ludovic Roux    | Sebastian Haseney |
| 31.08.2003 | Winterberg           | K 81 / 14 km          | Mario Stecher   | Kristian Hammer | Todd Lodwick      |

### Gesamtwertung
| Rang | Name              | Punkte |
| ---- | ----------------- | ------ |
| 01.  | Jens Gaiser       | 261    |
| 02.  | Todd Lodwick      | 236    |
| 03.  | Ronny Ackermann   | 205    |
| 04.  | Petter Tande      | 157    |
| 05.  | Kristian Hammer   | 153    |
| 06.  | Sebastian Haseney | 120    |
| 07.  | Christoph Eugen   | 110    |
| 08.  | Mario Stecher     | 104    |
| 09.  | Christoph Bieler  | 100    |
| 09.  | Jochen Strobl     | 100    |

| Rang | Name            | Punkte |
| ---- | --------------- | ------ |
| 11.  | Wilhelm Denifl  | 095    |
| 12.  | Matthias Menz   | 094    |
| 13.  | Michael Gruber  | 072    |
| 14.  | David Zauner    | 066    |
| 15.  | Ronny Heer      | 052    |
| 16.  | Andrej Jezeršek | 049    |
| 17.  | Espen Rian      | 048    |
| 18.  | Felix Gottwald  | 045    |

| Rang | Name               | Punkte |
| ---- | ------------------ | ------ |
| 19.  | Michal Pšenko      | 042    |
| 20.  | Marko Baacke       | 038    |
| 21.  | Andreas Hurschler  | 031    |
| 22.  | Ladislav Rygl      | 030    |
| 23.  | Matthias Mehringer | 020    |
| 24.  | David Kreiner      | 011    |
| 25.  | Gregor Verbajs     | 007    |
| 26.  | Ola Morten Græsli  | 003    |